# Sir Geoffrey Jellicoe-díj
A Sir Geoffrey Jellicoe-díj a Tájépítészek Nemzetközi Szövetsége (International Federation of Landscape Architects – IFLA) által 2004-ben alapított életműdíj, amely a legmagasabb nemzetközi szakmai elismerésnek számít a tájépítész szakmán belül. A díjat olyan élő tájépítészek kaphatják meg, akik életen át tartó munkásságukkal bizonyították szakmai elkötelezettségüket, jelentős hatással voltak a szakma nemzetközi irányvonalára, a társadalomra és a környezetünk jobbítására, valamint a szakmapolitikai elvek érvényesülésére, propagálására. A nemzetközi szövetség a díj elnevezésével tisztelgett az IFLA alapító elnökének, az 1996-ban elhunyt Sir Geoffrey Gellicoe angol tájépítésznek. A díjat először 2005-ben adták át, akkor még aranymedálként, amely az eredeti szándék szerint négyévente került volna átadásra. Ám a számos kiváló jelölt miatt a szövetség 2011 óta évente átadható díjjá alakította.

## Jelölési folyamat
A feltételeknek megfelelő jelöltet a nemzeti tájépítész szövetségek és a nemzetközi társszervezetek állíthatnak. A jelölt alkalmasságát első körben a szövetség illetékes regionális szerve (az IFLA négy nagy regionális szerve: Európa, Ázsia-Csendes Óceáni térség, Afrika, Amerika) vizsgálja meg, majd az ezen a rostán átkerült regionális jelöltek közül a díjazott személyét az IFLA által felállított jelölő bizottság dönti el. A díjazottat az évente megrendezésre kerülő IFLA világkonferencián nevezik meg ünnepélyes keretek között, amelyre a díjazott meghívást kap és előadást tart saját munkásságáról. A díjazottat az IFLA mindenkori elnöke méltatja. A díjjal pénzjutalom nem jár, erkölcsi értéke azonban szakmai körökben magas presztízsű, amelynek a nemzetközi szakmai sajtó nagy figyelmet szentel.

## Díjazott személyek
- 2018, Anne Whiston Spirn(wd) - amerikai tájépítész, fotográfus, egyetemi tanár[1]
- 2013, Auckland, Új-Zéland - Gonçalo Ribeiro Telles - portugál tájépítész, egykori életminőségért felelős portugál miniszter
- 2012, Fokváros, Dél-Afrika – Mőcsényi Mihály - magyar tájépítész professzor, az IFLA egykori elnöke, a táji léptékű tervezés egyik úttörője
- 2011, Zürich, Svájc – Cornelia Hahn Oberlander - kanadai tájépítész, a Harvard Egyetem első végzett női tájépítésze
- 2009, Rio de Janeiro, Brazília - Bernard Lassus - francia tájépítész professzor, a Versailles-i tájépítész iskola megalapítója
- 2005, Edinburgh, Skócia – Peter Walker - amerikai tájépítész, az SWA Group alapító tagja, a Harvard professzora